# عبد الرحمن تاج
عبد الرحمن حسين على تاج (1314 هـ - 1395 هـ / 1896 - 1975م) كان شيخاً للأزهر، ولد سنة 1896م بأسيوط، وينتسب لأسرة من بلدة (منية الحيط) إحدى قرى مركز إطسا بمحافظة الفيوم انتقل والده مع جده للعمل في إقامة قناطر أسيوط.
انتقل والده مع جده للعمل في إقامة قناطر أسيوط وعندما تجاوز الخامسة من عمره التحق بالكتاب وحفظ القرآن الكريم. استرعى ذكاؤه انتباه وزير المعارف آنذاك سعد زغلول باشا عند زيارته لهذا الكتاب أثناء تجواله في الصعيد فأعجب به الباشا ورأى أن يكافئه ويشجعه فقرر إلحاقه بالمدارس الأميرية على نفقة الدولة في جميع مراحل التعليم، إلا أن جد الصبي أبى إلا أن يكون مجال تعليم حفيده بعد الكتاب هو الأزهر الشريف. تدرج في المدارج العلمية والوظيفية بالأزهر، فالتحق بقسم تخصص القضاء الشرعي ونال شهادته سنة 1926 وعين مدرساً في معهد أسيوط الديني ثم في معهد القاهرة الديني.
أختير مدرساً بقسم تخصص القضاء الشرعي قبل أن يبلغ الخامسة والثلاثون من عمره، ثم اختير عضواً في لجنة الفتوى للمذهب الحنفي سنة 1935. في سن الأربعين وقع عليه الاختيار ليكون عضواً في بعثة الأزهر إلى فرنسا فالتحق بجامعة السربون حيث حصل على درجة الدكتوراه في الفلسفة وتاريخ الأديان عن رسالته في (البابيه والإسلام) والمعروف أن البابية هو اسم البهائية، وذلك برغم الظروف القاسية والمدمرة للحرب العالمية مما يدل على شخصيته الصامدة المتزنة الوقورة القادرة على مواجهة الصعاب. بعد عودته من باريس سنة 1943 عين أستاذاً في كلية الشريعة يالأزهر، ثم مفتشا للعلوم الدينية والعربية، ثم عين شيخاً للقسم العام والبحوث الإسلامية بالأزهر الشريف.
في عام 1951 نال عضوية هيئة كبار العلماء حين تقدم إليها ببحث عن السياسة الشرعية. عمل أستاذاً بكلية الحقوق بجامعة عين شمس أثناء وجوده في هيئة كبار العلماء ولجنة الفتوى. أصبح شيخاً للأزهر الشريف في 7 يناير 1954 ثم اختير وزيراً في اتحاد الدول العربية عام 1958.
أنتخب عضواً بمجمع اللغة العربية عام 1963، وعضوا بمجمع البحوث الإسلامية بالأزهر الشريف.
من أبرز إنجازاته أنه قرر تدريس اللغات الأجنبية في الأزهر، كما سعى إلى بناء مدينة البعوث الإسلامية لسكنى الأزهريين المغتربين من أبناء العالم الإسلامي. أثرى المكتبة الإسلامية بالعديد من المؤلفات القيمة في الشريعة والفقة الإسلامي، ومن أبرزها كتاب الأحوال الشخصية في الشريعة الإسلامية، وكتاب السياسة الشرعية والفقه الإسلامي ودراسات مطولة عن الهجرة والإسراء والمعراج والحج والصوم، وليلة القدر، وفي الشئون الكونية وغيرها. كما أثرى المكتبة اللغوية العربية ببحوث تخصصية دقيقة أثناء عضويته بالمجمع اللغوي.
لم تنسه مشاغله الوظيفية والعلمية على مستوى العالم العربي والإسلامي والدولي انتمائه لبلده الفيوم فحرص وهو شيخ الأزهر على تأسيس أول معهد ديني بالفيوم في 6/12/1954 وهو المبنى الذي أعدته جمعية المحافظة على القرآن الكريم والذي يشغله الآن معهد المعلمين الأزهري، وقد قام بافتتاحه في رفقة الرئيس جمال عبد الناصر عند زيارته للفيوم سنة 1956. وافته المنية عام 1975 بعد مسيرة طويلة من البذل الجاد والعطاء الهادف بلا حدود.